# 알 왈리드 2세

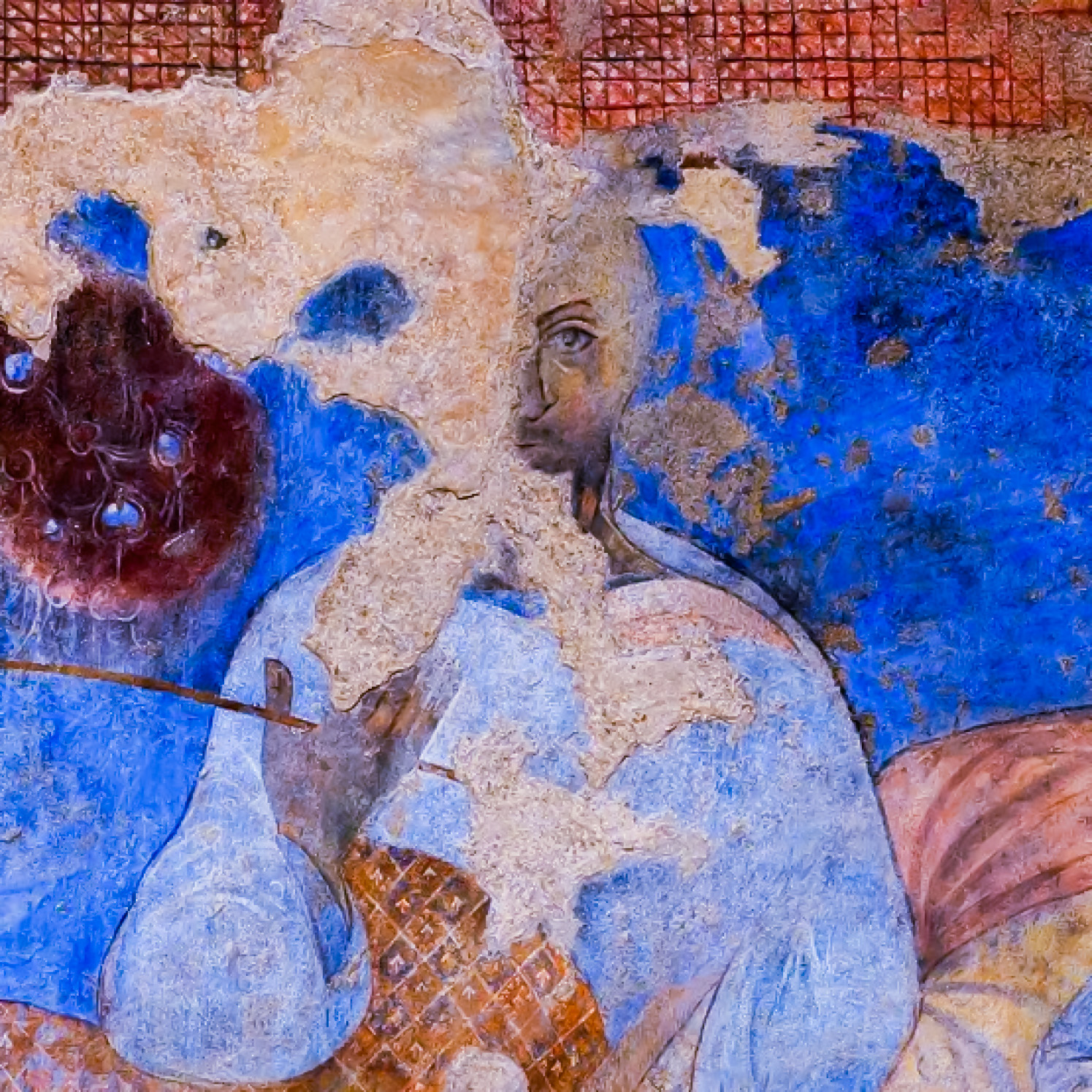

알 왈리드 2세(아랍어: الوليد بن يزيد)(709년 ~ 744년 4월 17일)는 우마이야 칼리파국의 칼리프이다. 그는 743년부터 암살당한 744년까지 통치했다.
알샴에서 태어났다. 오늘날의 요르단인 우마이야 칼리파국에서 사망했다.